# Euphorbia blatteri
Euphorbia blatteri es una especie fanerógama perteneciente a la familia de las euforbiáceas. Es endémica del norte de Pakistán.

## Taxonomía
Euphorbia beillei fue descrita por Robertus Cornelis Hilarius Maria Oudejans y publicado en Phytologia 67: 44. 1989.
Etimología
Euphorbia: nombre genérico que deriva del médico griego del rey Juba II de Mauritania (52 a 50 a. C. - 23), Euphorbus, en su honor – o en alusión a su gran vientre –  ya que usaba médicamente Euphorbia resinifera. En 1753 Carlos Linneo asignó el nombre a todo el género.
blatteri: epíteto otorgado en honor del jesuita y botánico suizo Ethelbert Blatter (1877 - 1934), quien trabajó en la flora de la India.
Sinonimia
- Euphorbia helioscopioides Blatt.[6]